# Lukas Rhöse
Simon Lukas Charlie Rhöse (7 augustus 2000) is een Zweeds voetballer die zonder club zit. 

## Carrière
Rhöse begon met voetballen bij Norrstrands IF. Als 13-jarige maakte hij de overstap naar Carlstad United, waar hij als 16-jarige debuteerde in de Division 1 Norra. In zijn eerste twee seizoenen, waarin hij onder meer werd uitgeleend aan FBK Karlstad, kreeg Rhöse weinig speeltijd. In zijn derde jaar groeide de verdediger uit tot basisspeler. Ook nadat Carlstad United fuseerde met Karlstad BK tot IF Karlstad Fotboll behield Rhöse zijn plek bij de eerste elf.
Dankzij zijn goede spel werd Rhöse twee keer op rij opgenomen in Morgondagens Stjärnor, een selectie van de meest getalenteerde speler in de Division 1. Daardoor trok hij de aandacht van verschillende hoger spelende clubs. Uiteindelijk viel zijn keuze op Kalmar FF, waar hij sinds januari 2021 onder contract staat.
Rhöse maakte op 25 juli 2021 zijn debuut in de Allsvenskan, het hoogste niveau in Zweden. Tegen Djurgårdens IF kwam hij na 83 minuten het veld in voor Johan Stenmark. Kalmar verloor de wedstrijd met 1-0.